# Liza aurata
La lisa dorada o galupe es la especie Liza aurata, un pez marino de la familia mugílidos, distribuida por la costa noreste del océano Atlántico, mar del Norte hasta el norte de Noruega, mar Mediterráneo y mar Negro, siendo algo más rara en el mar Báltico. Otros nombres comunes sinónimos usados en algunos lugares son: alise, dabeta, ilisa, lizarda o mule.

## Importancia para el hombre
Es pescado con frecuencia siendo muy comercializado con un precio mediano, con un tamaño mínimo para la pesca de 20 cm, siendo la calidad de su carne muy variable a lo largo del año. También ha sido cultivado en acuicultura.

## Anatomía
Su tamaño máximo normal es de unos 30 cm, aunque se han descrito capturas del doble de tamaño. En la aleta dorsal tiene 5 espinas y unos 7 a 9 radios blandos, con 3 espinas en la aleta anal; las aletas pectorales son más largas que en otras especies del género, con una mancha negra característica en la base de la aleta pectoral, así como una mancha dorada en el lateral de la cabeza sobre la cubierta de las branquias de la que toma su nombre.

## Hábitat y biología
Vive en aguas superficiales del mar en ambiente nerítico con un comportamiento catádromo, penetrando en los estuarios de los ríos, aunque rara vez sube por el río hasta aguas dulces.
Se alimenta de pequeños organismos bentónicos, detritus y, ocasionalmente, de insectos y plancton. La reproducción tiene lugar en el mar, entre julio y noviembre, siendo un pez ovíparo cuyos huevos son pelágicos y no adhesivos.

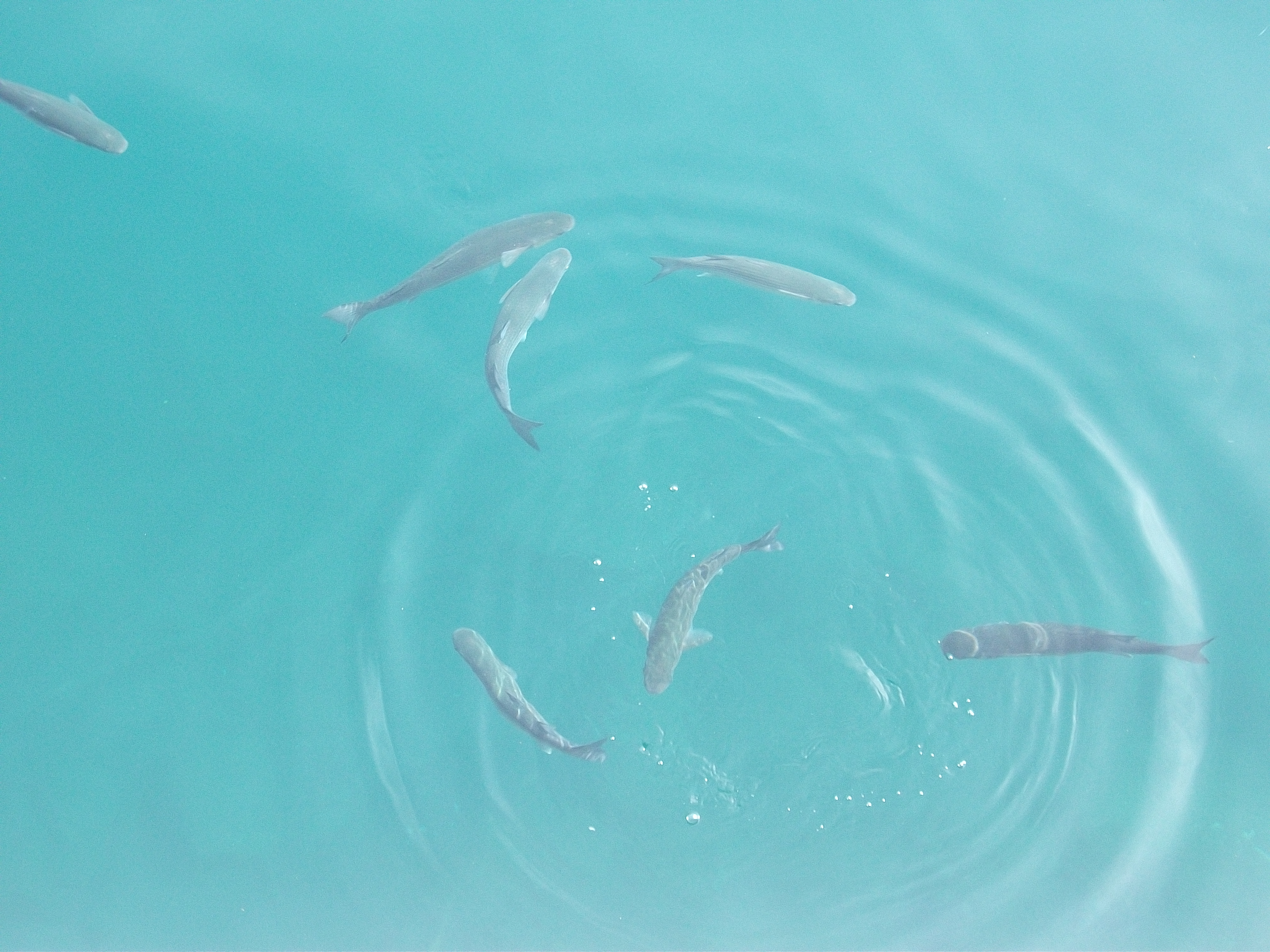
Banco de Liza aurata alimentándose de migas de pan